# Giuseppe Nicolini
Giuseppe Nicolini (Piacenza, 29 gennaio 1762 – Piacenza, 18 dicembre 1842) è stato un compositore italiano.

## Biografia
Ricevette i primi rudimenti musicali dal padre, Omobono Carletti detto Nicolini, organista e maestro di cappella a Piacenza. Dal 1778 al 1784 studiò al conservatorio napoletano di Sant'Onofrio sotto la guida di Giacomo Insanguine e più tardi di Domenico Cimarosa. In questo periodo scrisse la sua prima composizione, l'oratorio Daniele nel lago dei leoni (1781). Dalla disamina di alcuni atti archivistici, il Nicolini viene segnalato come organista nella Chiesa di San Paolo a Piacenza. Nel 1793 debuttò come operista a Parma con La famiglia stravagante. Compose in seguito altri 45 lavori teatrali. La sua opera più nota, Traiano in Dacia, andò in scena per la prima volta a Roma nel 1807. Degno di nota è anche il melodramma I baccanali di Roma, rappresentato alla Scala a Milano il 21 gennaio 1801 con Angelica Catalani e Adamo Bianchi. Nel 1819 fu nominato maestro di cappella della cattedrale della sua città natale. Fino al 1820 riscosse molto successo nei teatri italiani ed europei ma nel 1831, ormai anziano e non più accompagnato dal plauso del pubblico, preferì abbandonare i palcoscenici per dedicarsi totalmente alla composizione di musica sacra.
Nicolini viene ricordato come uno degli ultimi rappresentanti della scuola napoletana, la quale già dal 1800 aveva iniziato un inesorabile declino che la condusse progressivamente a essere inglobata nel nuovo nascente gusto nazionale; il protagonista di questo cambiamento fu Gioachino Rossini.

## Istituzioni
Nel 1977, a Giuseppe Nicolini è stato intitolato il Conservatorio di musica della sua città natale a seguito della statalizzazione del preesistente liceo musicale, la cui trasformazione si deve all'allora direttore Giuseppe Zanaboni. Sempre al maestro Zanaboni si devono la progettazione della costruzione del grande organo Pedrini, inaugurato nel 1980, e la completa ristrutturazione del salone grande dei concerti al pian terreno, oltre che la sua messa a punto e adattamento rispetto alle norme vigenti di sicurezza, in primis l'installazione di sedili in velluto e materiale ignifugo in sostituzione di quelli preesistenti lignei. Il salone dei concerti contiene affreschi allegorico-musicali del pittore locale Luciano Ricchetti; sullo scalone principale si trova un mosaico d'imitazione cinquecentesca di G. Gambardella. L'edificio è attualmente ospitato nell'ex-monastero di Santa Franca.

## Composizioni

### Opere
- La famiglia stravagante (dramma giocoso, libretto di Giuseppe Petrosellini, Parma, Teatro Ducale, 1793)
- Gli inganni amorosi (dramma giocoso, libretto di Antonio Porcieri, Piacenza 1794, con altri autori)
- Il principe spazzacamino (dramma giocoso in un atto, libretto di Giuseppe Maria Foppa, Genova, Teatro Sant'Agostino, primavera 1794)
- L'amor mugnaio ossia I molinari (intermezzo in un atto, libretto di Cosimo Mazzini, Genova, Teatro Sant'Agostino, primavera 1794)
- Le nozze campestri (opera buffa in due atti, libretto di Francesco Marconi, Milano, Teatro alla Scala, 13 settembre 1794)
- Artaserse (opera seria in 3 atti, libretto di Pietro Metastasio, Venezia, Teatro la Fenice, 14 novembre 1795) con Luigi Marchesi
- La donna innamorata (dramma giocoso in due atti, libretto di Giovanni Bertati, Venezia, Teatro San Moisè, 28 gennaio 1796)
- Alzira (opera seria in due atti, libretto di Gaetano Marré, Genova, Teatro Sant'Agostino, 26 dicembre 1796)
- La clemenza di Tito (opera seria in tre atti, libretto di Pietro Metastasio, Livorno, Teatro degli Avvalorati, estate 1797)
- I due fratelli ridicoli (Li fratelli ridicoli) (dramma giocoso in due atti, libretto di Filippo Livigni, Roma, Teatro Valle, autunno 1798)
- Bruto (opera seria in due atti, libretto di Gaetano Marrè, Genova, Teatro Sant'Agostino, 26 dicembre 1798)
- Gli Sciti (opera seria in due atti, libretti di Gaetano Rossi, Milano, Teatro alla Scala, 21 gennaio 1799)
- Il trionfo del bel sesso ossia La forza delle donne (opera buffa in 2 atti, libretto di Luigi Romanelli, Milano, Teatro alla Scala, 20 agosto 1799)
- Indatiro (opera seria in due atti, Genova, Teatro Sant'Agostino, carnevale 1800)
- Il medico d'Ischia (melodramma, Palermo, Teatro Santa Cecilia, carnevale 1800)
- La finta erede (melodramma giocoso, Palermo, Teatro Santa Cecilia, carnevale 1800)
- I baccanali di Roma (opera seria in due atti, libretto di Luigi Romanelli, Milano, Teatro alla Scala, 21 gennaio 1801 con Angelica Catalani e Adamo Bianchi)
- Il conte di Lenosse (melodramma eroico in due atti, libretto di Gaetano Rossi, Parma, Teatro Ducale, 1801)
- I Manli (I Manlii) (opera seria in due atti, libretto di Antonio Simeone Sografi, Milano, Teatro alla Scala, 26 dicembre 1801)
- La selvaggia nel Messico (dramma serio per musica in due atti, libretto di Michelangelo Prunetti, Bologna, Teatro Comunale, 1º settembre 1803)
- Fedra ossia Il ritorno di Teseo (opera seria in tre atti, libretto di Michelangelo Prunetti, Roma, Teatro Argentina, 26 dicembre 1803)
- Il geloso sincerato (farsa in due atti, libretto di Giambattista Lorenzi, Napoli, Teatro Nuovo, primavera 1804)
- Peribea e Telamone (opera seria in due atti, libretto di Domenico Chelli, Napoli, Teatro San Carlo, 30 maggio 1804)
- Gli incostanti nemici delle donne (commedia in due atti, Napoli, Teatro Nuovo, autunno 1804)
- Le nozze inaspettate (opera buffa, Napoli, Teatro Nuovo, autunno 1805)
- Abenamet e Zoraide (opera seria in due atti, libretto di Luigi Romanelli, Milano, Teatro alla Scala, 26 dicembre 1805 con Giuseppe Siboni)
- Traiano in Dacia (opera seria in due atti, libretto di Michelangelo Prunetti, Roma, Teatro Argentina, 3 febbraio o 7 febbraio 1807)
- Le due gemelle (farsa in un atto, Roma, Teatro Valle, 7 gennaio 1808)
- Coriolano ossia L'assedio di Roma (opera seria in due atti, libretto di Luigi Romanelli, Milano, Teatro alla Scala, 26 dicembre 1808 con Isabella Colbran e Giovanni Battista Velluti
- Dario Istaspe (opera seria in due atti, libretto di Jacopo Durandi, Torino, Théâtre Impérial o ex-Teatro Regio, 20 gennaio 1810 con Adelaide Malanotte e Andrea Nozzari)
- Angelica e Medoro ossia L'Orlando (opera seria in due atti, libretto di Gaetano Sertor, da Pietro Metastasio, Torino, Théâtre Impérial o ex-Teatro Regio, 26 dicembre 1810 con Giovanni Battista Velluti)
- Abradate e Dircea (opera seria in due atti, libretto di Luigi Romanelli, Milano, Teatro alla Scala, 29 gennaio 1811)
- Quinto Fabio (Quinto Fabio Rutiliano) (opera seria in due atti, libretto di Giuseppe Rossi, Vienna, Theater am Kärntnertor, 24 aprile 1811)
- La casa dell'astrologo (dramma giocoso in due atti, libretto di Luigi Romanelli, Milano, Teatro alla Scala, 17 agosto 1811)
- Le nozze dei Morlacchi (I Morlacchi) (opera seria in due atti, Vienna, Theater am Kärntnertor, 1811)
- La feudataria, ossia Il podestà ridicolo (dramma giocoso in due atti, Piacenza, Teatro Nuovo, 18 gennaio 1812)
- Mitridate (opera seria in tre atti, libretto di Apostolo Zeno, Milano, Teatro alla Scala, 1812)
- Carlo Magno (Witikindo) (opera seria in due atti, libretto di Antonio Peracchi, Piacenza Teatro Nuovo, febbraio 1813)
- Il Tamerlano (opera seria in due atti, libretto di Filippo Tarducci, Roma, Teatro Valle, autunno 1813)
- L'ira di Achille (dramma musicale serio in due atti, libretto di Felice Romani, Milano, Teatro alla Scala, 26 dicembre 1814)
- Adolfo (opera seria in due atti, libretto di Antonio Peracchi, Venezia, Teatro San Benedetto, 23 giugno 1815)
- Balduino duca di Spoleti (opera seria in due atti, libretto di Antonio Peracchi, Venezia, Teatro Vendramin di San Luca, primavera 1816)
- Giulio Cesare nelle Gallie (opera seria in due atti, libretto di Michelangelo Prunetti, Roma, Teatro Argentina, 17 gennaio 1819)
- La conquista di Granata (melodramma serio in due atti, libretto di Luigi Romanelli, Venezia, Teatro alla Fenice, 26 dicembre 1820) con Giuditta Pasta e Gaetano Crivelli
- L'eroe di Lancastro (opera seria in due atti, libretto di Gaetano Rossi, Torino, Teatro Regio, 3 febbraio 1821)
- Annibale in Bitinia (dramma eroico in due atti, libretto di Luigi Prividali, Padova, Teatro Nuovo, 13 giugno 1821)
- Aspasia e Agide (opera seria in tre atti, libretto di Luigi Romanelli, Milano, Teatro alla Scala, 8 maggio 1824 con Giovanni Battista Verger)
- Amina o L'innocenza perseguitata, (libretto di Felice Romani, Milano, Teatro alla Scala, 1824)
- Teuzzone (Il Teuzzone) (opera seria in due atti, libretto di Apostolo Zeno, Torino, Teatro Regio, 22 gennaio 1825 diretta da Giovanni Battista Polledro con Nicola Tacchinardi)
- Ilda d'Avenel ossia La Dama bianca (opera seria in due atti, libretto di Gaetano Rossi, Bergamo, Teatro Riccardi, 14 agosto 1828)
- Malek Adel (opera seria in 2 o 3 atti di Gaetano Rossi, Verona, Teatro Filodrammatico, 8 febbraio 1830)
- Il trionfo di Manlio (melodramma eroico in due atti, Piacenza, Teatro Municipale, 22 gennaio 1833)
- Teodosia (opera seria, libretto di G.M. Marini, Napoli, Teatro San Carlo, autunno 1840)

### Altro
- 7 oratori, tra cui Daniele nel lago dei leoni (Napoli 1781)
- 13 cantate ca.
- 40 messe ca.
- 2 Requiem
- 100 pezzi sacri minori ca.
- 6 Litanie
- Magnificat
- 2 Tantum ergo
- Te Deum
- 2 De profundis
- ariette
- sinfonie
- sonate per tastiera
- quintetti
- variazioni
- altri lavori da camera e per orchestra
- Concerto per violino e orchestra in re maggiore
- Concerto per violino e orchestra in si bemolle maggiore

## Discografia
- G. Nicolini, "L'amor Mognaio". Interpreti: Patrizia Zanardi, Francesca Lansa, Davide Rocca, Manuel Pierattelli,Lee Won Jun, Matteo Mazzoli, Fabrizio Dorsi. Registrato nel Teatro Municipale di Piacenza. World Premiere Recordings, 2007
- G. Nicolini, "Il geloso sincerato". Interpreti: Tanabe Orie, Roberta Mameli, Francesca Cassinari, Gian Luca Pasolini, Valentino Salvini, Mauro Bonfanti, Sang Ouk Park, Fabrizio Dorsi. Registrato nel Teatro Municipale di Piacenza. World Premiere Recordings, 2004
- G. Nicolini, Pagine scelte dalla "Cantata di Dafni e Fille" (assieme a : J. S. Mayr, Pagine scelte dall'opera inaugurale "Zamori ossia l'Eroe delle Indie"). Interpreti: Emanuela Moreschi, soprano; Mario Genesi pianoforte. World Premiere Recordings, 2003, per il Bicentenario di edificazione del Teatro Municipale di Piacenza.